# Ciro Ferri

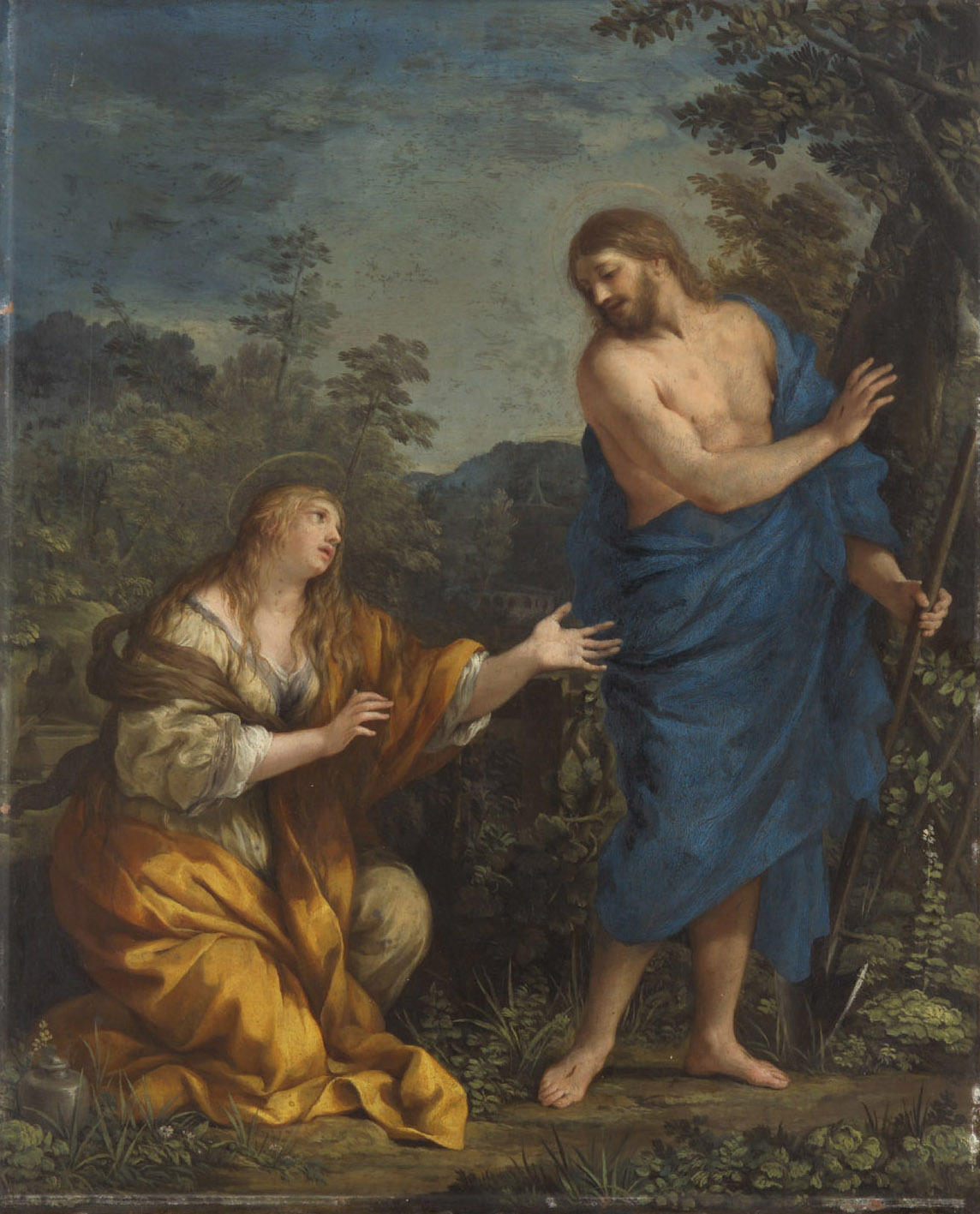
Ciro Ferri – Noli me tangere.

Ciro Ferri, född 3 september 1633 i Rom, död 13 september 1689 i Rom, var en romersk målare och skulptör.
Ferri var lärjunge till Pietro da Cortona, vars verk han fortsatte. Efter Cortonas död var Ferri en av den romerska barockens främsta mästare. Han arbetade från 1659 ett tiotal år i Palazzo Pitti i Florens och utförde senare flera dekorativa uppdrag i romerska kyrkor. I Roms museer finns ett flertal tavlor med gammaltestamentliga motiv av hans hand. I Leipzigs stadsbibliotek finns utkast till galakarosser åt drottning Kristina, tecknade av Ferri.